# Bernard Dutin
Pour les articles homonymes, voir Dutin.
Pas d'image ? Cliquez ici

a Compétitions nationales et continentales officielles uniquement.

b Matchs officiels uniquement.
Bernard Dutin, né le 9 décembre 1944 à Thônes et mort le 15 mai 2015 à Dax, est un joueur français de rugby à XV qui évolue aux postes de troisième ligne aile et de deuxième ligne. International français, il joue l'intégralité de sa carrière au sein des clubs landais de l'US Dax et du Stade montois.

## Biographie
Bernard Dutin naît le 9 décembre 1944 à Thônes en Haute-Savoie, avant de déménager très jeune dans les Landes. Il évolue toute sa carrière au sein des clubs landais de l'US Dax et du Stade montois. Il débute au poste de troisième ligne aile.
Il dispute la finale du 1963 avec Dax, qu'il perd contre le voisin Mont-de-Marsan,.
Il rejoint plus tard ce dernier club. Il reçoit sa première cape internationale à l'âge de 23 ans le 27 juillet 1968 pour affronter l'équipe de Nouvelle-Zélande, dans le cadre de la tournée en Australie et en Nouvelle-Zélande,.
En 1973, à nouveau dans l'effectif de l'US Dax, il dispute et perd sa seconde finale de championnat, cette fois contre le Stadoceste tarbais,. Il termine sa carrière sportive au poste de deuxième ligne. Il est inspecteur de police dans sa carrière professionnelle.
Il meurt le 15 mai 2015 à Dax, à l'âge de 70 ans,.

## Palmarès
- Championnat de France de rugby à XV :
  - Finaliste : 1963 et 1973 avec l'US Dax.